# Eastman (Georgie)
Eastman je město v okrese Dodge County ve státě Georgie ve Spojených státech amerických.
K roku 2000 zde žilo 13 541 obyvatel. S celkovou rozlohou 13,2 km² byla hustota zalidnění 411,8 obyvatel na km².